# Jetix
Jetix (pronunciado Yétiks en fonética española) fue un canal de televisión por suscripción internacional de origen estadounidense enfocado al entretenimiento infantil y juvenil, propiedad de The Walt Disney Company a través de su división Disney-ABC Television Group (actual Walt Disney Television). 
Fue considerado el canal sucesor de Fox Kids. Estuvo al aire hacia finales de 2004 hasta 2009, siendo reemplazado por el canal Disney XD en la mayoría de países.

## Historia
En julio de 2001, Haim Saban y News Corporation decidieron vender el grupo Fox Family Worldwide (que incluía el bloque Fox Kids en las filiales del canal Fox en Estados Unidos, el canal Fox Family, la distribuidora y productora Saban Entertainment, entre otros) a The Walt Disney Company por una suma de 3.2 mil millones de dólares, quienes cambiaron el nombre del canal Fox Family a ABC Family (actualmente, Freeform) en julio de ese mismo año dentro de los Estados Unidos. En 2002, el bloque Fox Kids (dentro del canal Fox) fue reemplazado por el bloque Fox Box debido a la adquisición. Sin embargo, los canales Fox Kids, inaugurados alrededor del mundo, siguieron emitiendo sin ningún cambio.
En 2004, se empieza a transmitir el bloque Jetix en Fox Kids exclusivamente en Europa, desde las 15:00 hasta las 19:00 debido a la decisión de Disney de introducir una nueva marca de televisión para la audiencia masculina. A partir de 2004, el bloque Jetix empezó a reemplazar los canales Fox Kids europeos, empezando por la región nórdica y Francia el 4 de abril y el 28 de agosto del mismo año, respectivamente. En Latinoamérica, Fox Kids fue reemplazado por Jetix el 1 de agosto de 2004 a las 6:00 a. m. En el Reino Unido y al nivel mundial, Fox Kids deja de emitir el 1 de enero de 2005 para dar paso a Jetix. Los últimos países en donde el canal cambió de nombre fueron Israel, donde fue reemplazado el 25 de abril de ese mismo año, y Alemania, donde Jetix empieza a existir el 10 de junio.

### Fin de transmisiones
En diciembre de 2008, The Walt Disney Company anuncia la compra del 25% de las acciones que News Corporation poseía tras la compra de Fox Family WorldWide, dejando a la empresa Jetix Europe N.V. fuera de la Bolsa de Ámsterdam. Tras esto, la compañía anuncia sus intereses en renovar a Jetix a un nuevo canal de orientación masculina. El cambio se produjo el 13 de febrero de 2009 al relanzar el canal Toon Disney (en donde Jetix era un bloque que había tomado varias horas de su programación) a Disney XD en Estados Unidos. Si bien la marca ya no es utilizada, parte de su programación fue transmitida en el nuevo canal, y desechada con el paso del tiempo.
El 16 de febrero de 2009 se declaró que Francia sería el primer país europeo en transmitir la señal de Disney XD. Jetix Francia fue reemplazado por el nuevo canal el 1 de abril de 2009.
El 15 de mayo de 2009 se anunció que Latinoamérica sería la tercera región en tener Disney XD. El mismo día, se inauguró su web oficial y su primera promoción. El 3 de julio del 2009, Jetix finalizó sus transmisiones con la película Open Season para dar paso a Disney XD.[cita requerida]
El 18 de septiembre de 2009, cesaron las emisiones de Jetix, dando lugar a Disney XD en España.
La última versión de Jetix en cerrar fue en Rusia, señal que en este caso fue reemplazada por Disney Channel el 10 de agosto de 2010. A su vez, Disney Channel Rusia se convertiría en un canal de televisión abierta con su debut en la TDT el 31 de diciembre de 2011, reemplazando a la cadena de televisión Semyorka.

## Organización y emisiones

### América

#### Estados Unidos y Canadá
En Canadá, Jetix era un bloque de programación del canal ABC Family. Era propiedad de Astral Media. Jetix sustituyó al bloque Power Box el 10 de septiembre de 2006. Jetix fue eliminado en 2009 sin reemplazo.
Jetix se transmitió en Estados Unidos como un bloque de programación en el canal Toon Disney hasta el 13 de febrero de 2009, en el que el canal fue reemplazado por Disney XD. Hasta el 1 de septiembre de 2006, se transmitía en un horario nocturno en Toon Disney y por las mañanas en ABC Family. Sin embargo, después de esa fecha, fue retirado permaneciendo únicamente en el primero. Jetix tomó la mayor parte del tiempo en la programación de Toon Disney, transmitiendo por 14 horas los días de entre semana y 17 los fines de semana.

#### Latinoamérica
En Latinoamérica era un canal propiedad de The Walt Disney Company y Jetix Latin America, que era operado por The Walt Disney Company Latin America. El canal era conocido como Fox Kids hasta el 1 de agosto de 2004, cuando fue reemplazado por Jetix. Transmitía programación animada original, no original y comedias originales de Disney Channel, así como programas locales.
A finales de 2008 Disney-ABC Television Group indicó que esperaba reemplazar Jetix de Latinoamérica por Disney XD el 3 de julio de 2009, cuando finalizara la Copa Disney.

### Reino Unido e Irlanda
En Reino Unido y en Irlanda, Jetix fue lanzado el 19 de octubre de 1996 como Fox Kids y fue renombrado a Jetix el 1 de enero de 2005. Además poseía un canal timeshift llamado Jetix +1. También dio paso a Disney XD UK.
Disney-ABC Television Group había anunciado el reemplazo del canal por Disney XD a lo largo de 2009.

### España
En España, Jetix se estrenó como un bloque de programación emitido por Fox Kids, desde marzo de 2004. El 7 de enero de 2005, Jetix se convirtió en un canal en reemplazo de Fox Kids. El 18 de septiembre de 2009, no obstante, fue reemplazado por Disney XD.

### Japón
En Japón, Jetix era un bloque de programación en el canal Toon Disney, que estaba operado por The Walt Disney Company. Llegó a finales de 2005. El 1 de agosto de 2009, el canal Toon Disney fue reemplazado por Disney XD, eliminando a su bloque Jetix.

## Programación
Jetix emitió varias series para niños y adolescentes de entre 6 a 14 años, entre programas animados, de imagen real, acción, anime, y comedia, entre otros. La mayoría de su programación provenía del extinto canal Fox Kids —las cuales fueron producidas y distribuidas internacionalmente por Saban Entertainment—, como también se añadieron nuevas series coproducidas en conjunto con otros canales extranjeros. Sin embargo, algunas de ellas fueron canceladas sin razón aparente, y se estrenaron series que nunca se habían planeado emitir en los canales Jetix de Europa, distanciando al canal latinoamericano de su legado original. 

### Copa Jetix
Anteriormente Copa Fox Kids. Sección del antiguo Fox Kids, era una copa internacional de fútbol infantil de 8 a 14 años. Esta sección fue estrenada en 1996 cuando aún existía Fox Kids como Copa Fox Kids y cambio a Copa Jetix en 2004 cuando se realizó el cambio a Jetix. En el 2009, fue cambiada a Copa Disney tras el cambio a Disney XD.

### Los cortitos de Tito Cortito
Los cortitos de Tito Cortito era un segmento de 30 minutos que recopilaba cortometrajes de animación, tanto en 2D como en 3D. fue estrenado el 19 de mayo de 2008 y cancelado a los pocos meses.
Tito cortito es el conductor del "Expreso Jetix" un tren que lleva a todos los niños a conocer distintos personajes como:

## Servicios adicionales
- Jetix Animation Concepts: Era una división de Jetix centrada en la creación de series animadas. Esta marca era solamente utilizada cuando Jetix (o en algunos casos Disney) realizaba producciones en solitario (Super Escuadrón Ciber Monos Hiperfuerza ¡Ya!, Get Ed y Yin Yang Yo!), pero cuando la compañía producía series animadas con otras empresas externas a Disney (como la canadiense YTV, Coneybeare Stories Inc., la coreana VOOZ, etc.) aparecía solamente como «Jetix» en los créditos (Ejemplos: W.I.T.C.H y Monster Warriors)

- Jetix Magazine: Era una revista, distribuida por Norteamérica y Europa, de tiraje mensual. Contaba con puzles y páginas relacionadas con las series emitidas en el canal.

- Jetix Consumer Products: Era un servicio de Jetix que opera en Europa, el cual distribuía mercancía relacionada con series de televisión licenciadas por el canal.

- J-Player: Jetix-Player (Jetix Video en España y Jetix VOD en Reino Unido) era un servicio adicional en los sitios de Jetix solamente disponible en los Estados Unidos y en Europa, con el cual se pueden ver videos de las series animadas emitidas en el canal.

## Emisión en otros países
| País o región  | Estructura de señal | Propietario                                             |
| -------------- | --- | ------------------------------------------------------- |
| Estados Unidos | Bloque en Toon Disney (reemplazado por Disney XD) | The Walt Disney Company                                 |
| Canadá         | Bloque en ABC Family (Eliminado. Disney XD es un canal aparte) | The Walt Disney Company y News Corporation              |
| Latinoamérica  | Señal Sur para Argentina, Chile, Bolivia, Ecuador, Paraguay, Perú y Uruguay (reemplazado por Disney XD) | The Walt Disney Company y News Corporation              |
| Latinoamérica  | Señal Centro/MultiCountry para Colombia, Venezuela, Centroamérica y República Dominicana (reemplazado por Disney XD) | The Walt Disney Company y News Corporation              |
| Latinoamérica  | Señal Norte para México (reemplazado por Disney XD) | The Walt Disney Company y News Corporation              |
| Europa         | 11 señales localizadas y 4 señales multinacionales: - Alemania - Austria - Escandinavia (Dinamarca, Noruega, Suecia y Finlandia) - Israel - Hungría - República Checa - Eslovaquia - España - Francia - Grecia - Italia - Países Bajos - Bélgica - Polonia - Reino Unido - Irlanda - Bulgaria - Rumania - Rusia (2005-2009, Rusia se separa de la señal) - Rusia (2009-2010) - Turquía - Medio Oriente (Turco e inglés) En las señales de Hungría/República Checa/Eslovaquia, Israel, Bulgaria/Rumania y Rusia, fueron reemplazados por Disney Channel | The Walt Disney Company (75%) Public Shareholders (25%) |
| India          | Bloque en Toon Disney (reemplazado por Disney XD) | The Walt Disney Company                                 |
| Japón          | Bloque en Toon Disney (reemplazado por Disney XD) | The Walt Disney Company                                 |